# Kaoko-Land- und Minen-Gesellschaft

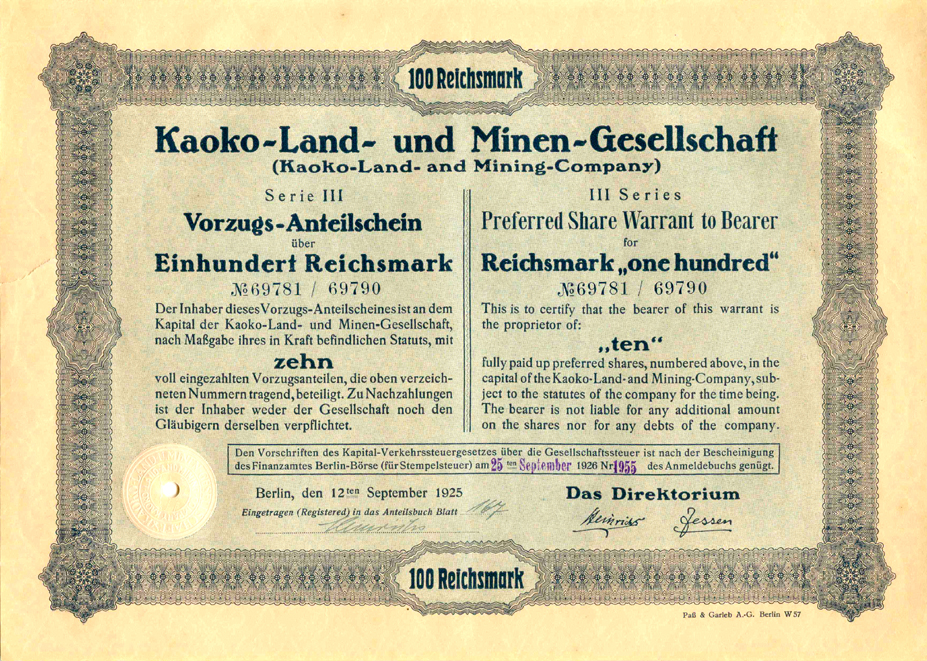
Vorzugs-Anteilschein der Gesellschaft, 1926

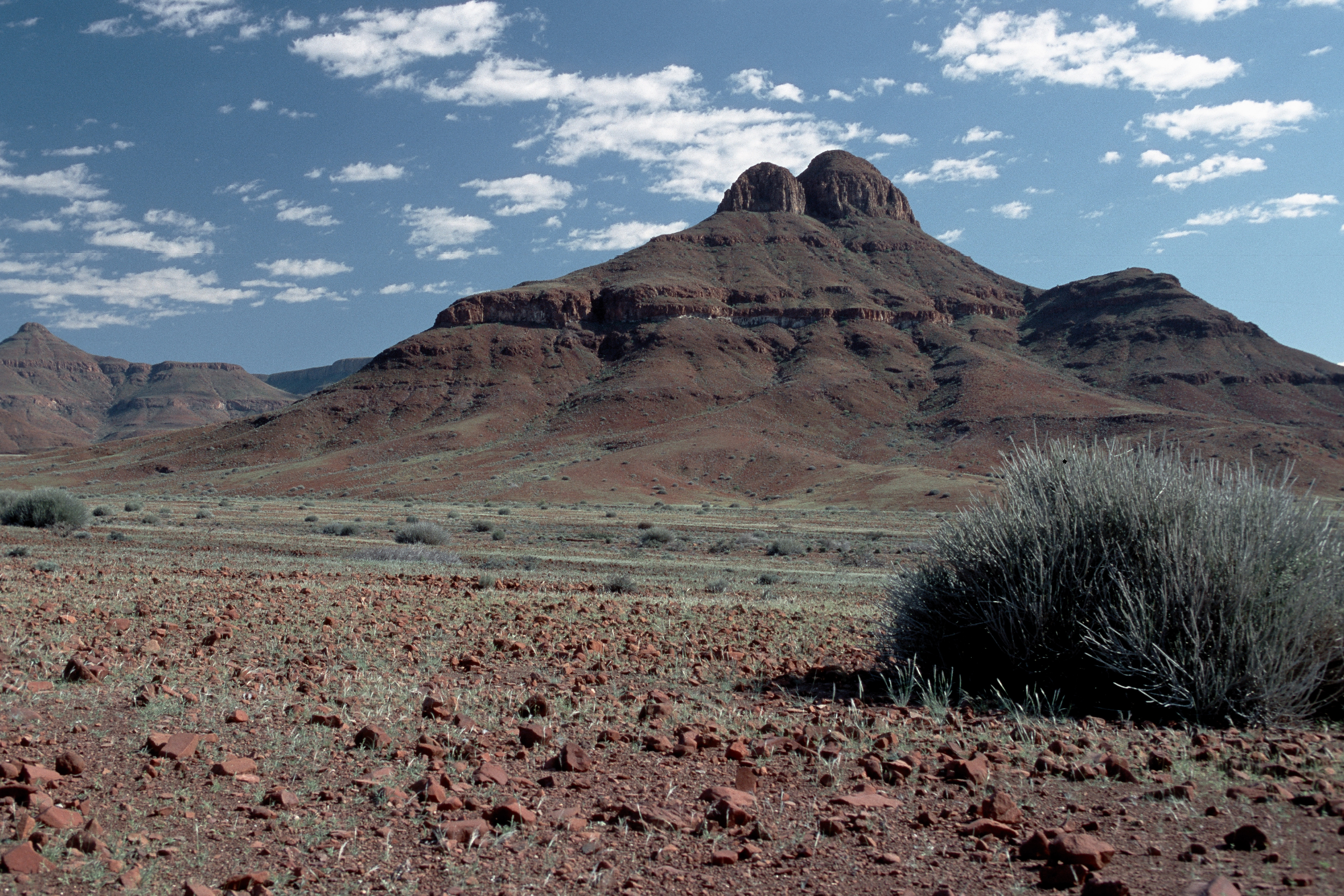
Landschaft bei Orupembe, Kaokoveld

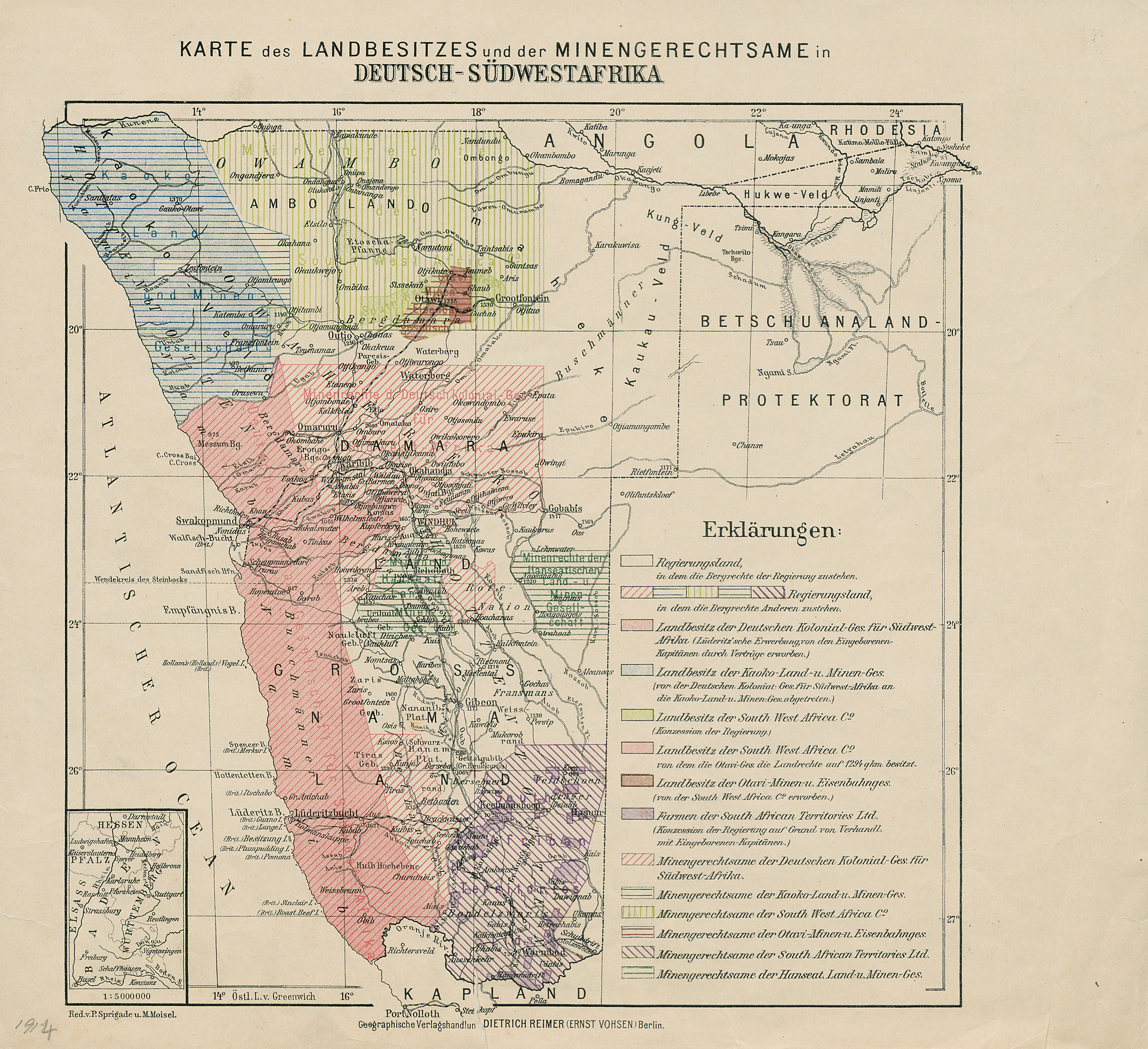
Gebiet der Kaoko-Land- und Minen-Gesellschaft (oben links)

Die Kaoko-Land- und Minen-Gesellschaft war eine Gesellschaft zur Erschließung und wirtschaftlichen Entwicklung des Kaokoveldes im ehemaligen Schutzgebiet Deutsch-Südwestafrika, heute Namibia.

## Vorgeschichte
Der Bremer Kaufmann Adolf Lüderitz erwarb auch das etwa 100.000 Quadratkilometer große Kaokoveld bereits vor Gründung Deutsch-Südwestafrikas von den Eingeborenen. Somit war das Gebiet kein Konzessionsland. Nachdem Lüderitz seine Erwerbungen 1885 an den Deutschen Kolonialverein – daraus wurde 1887 die Deutsche Kolonialgesellschaft – veräußerte, kaufte die Londoner Firma L. Hirsch & Co. mit Vertrag vom 12. August 1893 das Kaokoveld. L. Hirsch & Co. verpflichtete sich, eine Gesellschaft nach Maßgabe des Reichsgesetzes vom 15. März 1888 zur Bewirtschaftung des Gebietes zu bilden. Das Betriebskapital der Firma belief sich auf 800.000 Reichsmark (RM). Der Kaufpreis betrug 900.000 RM, davon sollten 400.000 RM in bar sowie 500.000 RM in Anteilen der neu zu bildenden Gesellschaft bezahlt werden. Zum Vertrag wurde die Genehmigung des deutschen Reichskanzlers vorbehalten und später erteilt.

## Gründung
Die neue Gesellschaft wurde am 11. April 1895 mit Sitz in Berlin als Kaoko-Land- und Minen-Gesellschaft gegründet und erhielt durch Beschluss des Bundesrates vom 27. Juni 1895 Rechtsgültigkeit.
Das Grundkapital der Gesellschaft betrug 10 Millionen RM, eingeteilt in 50.000 Anteile zu je 200 RM. Die Firma L. Hirsch & Co. erhielt 32.500 Anteile für ihre eingebrachten Rechte sowie für eine Bareinlage von 200.000 RM. Der Deutschen Kolonialgesellschaft für Südwestafrika wurden vertragsmäßig 2500 Anteile überlassen. Mit den restlichen Anteilen wurden die Barzahlungen von 400.000 M an die Deutsche Kolonialgesellschaft finanziert sowie ein bares Betriebskapital von 600.000 RM gebildet.
 Somit betrug das gesamte Barkapital der Gesellschaft anfangs 800.000 RM gegenüber einem Nominalkapital von 8 Millionen RM.
Trotz dieses geringen Barkapitals war die Gesellschaft laut ihren Statuten verpflichtet das riesige Kaokoveld wirtschaftlich zu erschließen und zu verwerten. In den Jahren 1894, 1895, 1897 (durchgeführt von Georg Hartmann) und 1906 schickte sie Expeditionen in das Kaokoveld um das Gebiet hinsichtlich Farmbewirtschaftung, Bergbau, Guano-Vorkommen und anderes zu erkunden. Als Kosten für diese Aufwendungen wurden 300.000 RM angegeben. Zwischen 1898 und 1905 war die Gesellschaft ganz untätig. Als infolge der Eingeborenenaufstände ab 1904 vom Deutschen Reichstag die Beteiligung der großen Land- und Minengesellschaften an der Besiedelung Deutsch-Südwestafrikas gefordert wurde, erklärte sich die Gesellschaft bereit, der Schutzgebietsverwaltung Teile des Kaokovelds zu verkaufen. Am 15. September 1909 wurde der Vertrag zwischen dem Reichskolonialamt und der Gesellschaft geschlossen. Danach erhielt der Gouverneur das Recht innerhalb von 10 Jahren etwa die Hälfte des farmfähigen Landes im Kaokeveld nach geltenden Bestimmungen zum Preis von 0,75 bis 1,25 RM pro Hektar zu veräußern.
 Auch nach dem Abschluss des Vertrages fand keine nennenswerte Besiedelung des Kaokoveldes statt da das Gebiet zu abgelegen war, kein Eisenbahn-Anschluss bestand und in anderen Teilen des Schutzgebietes genügend Land zur Verfügung stand.
Ebenso gab es Verhandlungen mit dem Reichskolonialamt zur bergbaulichen Erschließung des Kaokoveldes zwecks Einführung allgemeiner Schürf- und Bergbaufreiheit laut Kaiserlicher Bergverordnung.
Eine erneute Expedition unter Leitung eines Ingenieurs Kuntz im Jahre 1910 stellte im Kaokeveld Spuren von Gold sowie nicht abbaufähiges Kupfererz-Vorkommen fest, außerdem zwei bedeutende Eisenerz-Lager.

## Wirtschaftliche Entwicklung
Bis zum Aufstand der Herero und Nama 1904 war es der Gesellschaft nicht möglich Gewinne an Anteilseigner auszuzahlen. Durch die Aufstände wurden die landwirtschaftlichen Betriebe schwer geschädigt. Andererseits erfuhr die wirtschaftliche Lage der Gesellschaft einen bedeutenden Aufschwung durch die Zunahme von Handels- und Bankgeschäften infolge der während der Aufstände zu versorgenden Schutztruppe. Auch der Grundstückshandel in Lüderitzbucht und Swakopmund warf Gewinne ab. Somit kam es für das Geschäftsjahr 1905/1906 zur ersten Gewinnauszahlung von 4 % als Grund- und 16 % als Super-Dividende.

## Enteignung
Nach dem Ersten Weltkrieg wurde die Kaoko-Gesellschaft durch eine südafrikanische Konzessions-Nachprüfungskommission enteignet. Da diese jedoch nicht auf Grund des Versailler Vertrages erfolgte konnte die Gesellschaft keinerlei Ansprüche gemäß dem Kriegsschäden-Schlußgesetz geltend machen. 1929 erfolgte eine Eingabe bei der Mandatskommission des Völkerbundes. Jedoch erklärte diese sich für nicht zuständig und empfahl eine Regelung auf diplomatischem Wege. 1932 schloss die Gesellschaft einen Interessenvertrag mit der Schantung Handels-AG zwecks Durchsetzung ihrer Besitzansprüche auf das ihr ohne Rechtsgrund enteignete Kaokoveld sowie zur Finanzierung der wirtschaftlichen Erschließung und Entwicklung dieses Gebietes nach seiner Wiedererlangung. 1950 erfolgte die Berliner Wertpapierbereinigung für die Gesellschaft.

## Bemühungen um Entschädigung
Seit ihrer Enteignung bemüht sich die Gesellschaft erfolglos ihre Entschädigungsansprüche gegenüber der Südafrikanischen Union durchzusetzen. Diese verwies in ihrer Ablehnung auf die Rechtsgültigkeit ihrer Proklamationen und Gesetze und behauptete, dass die seinerzeit abgeschlossenen Verträge nicht in Kraft getreten waren und bezweifelte damit die ursprünglichen Rechtstitel der Gesellschaft.
1976 erfolgte die Umwandlung in eine Holdinggesellschaft mit Sitz in München, sie firmiert unter dem Handelsnamen Kaoko Land- und Minen-Gesellschaft mbH und ist im Handelsregister unter HRB51781 eingetragen.